# Dudelange
Dudelange (en luxemburgués: Diddeleng, en alemán: Düdelingen) es una comuna con estatus de ciudad al sur de Luxemburgo. Es la cuarta comuna por población, com más de 18.300 habitantes. Dudelange se localiza cerca del límite con Francia.
Dudelange es una importante ciudad industrial que creció sobre la base de 3 pueblos y una mina de acero a principios del siglo XX. De hecho, la "D" en el nombre del grupo siderúrgico Arbed es por la primera letra de la ciudad. En esta ciudad también se encuentra la Torre de radio de Dudelange, que es una radio FM y una trasmisora de televisión.

## Deporte
- F91 Dudelange juega en la Division Nationale, su estadio el Stade Jos Nosbaum, también compite en la Copa de Luxemburgo.
- T71 Dudelange juega en la Total League y su estadio es el Salle Grimler.
- HB Dudelange juega en la Sales Lentz League y su estadio es el Polideportivo René Hartmann.
- Dudelange Steelers juega en la France - Division 3 y su estadio es el Stade J.F Kennedy.
- Stade Dudelange fue un equipo fundado en 1913 y desapareció en 1991 y jugaba en el estadio Aloyse Meter, también jugó en la Division Nationale.
- US Dudelange
- Wikimedia Commons alberga una categoría multimedia sobre Dudelange.

- Datos: Q16014
- Multimedia: Dudelange / Q16014